# Trzebawie

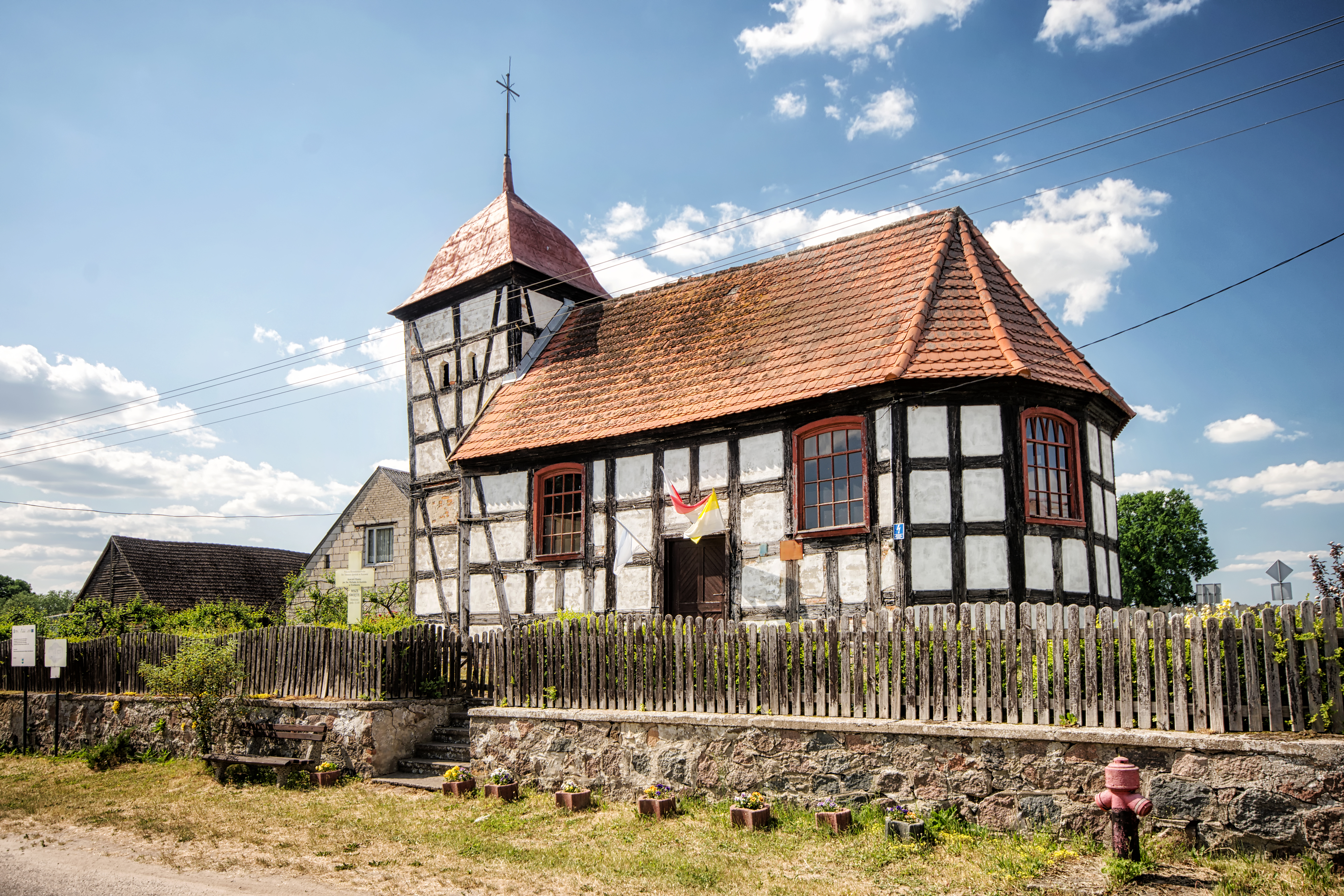
Dorfkirche (2023), bis 1945 Gotteshaus der evangelischen Gemeinde Altenfließ

Trzebawie (deutsch Altenfließ) ist ein Dorf in der polnischen Woiwodschaft Westpommern. Es gehört zur Gmina Węgorzyno (Stadt- und Landgemeinde Wangerin) im Powiat Łobeski (Labeser Kreis).

## Geographische Lage
Das Dorf liegt in Hinterpommern, knapp 60 km östlich von Stettin und etwa 17 km südwestlich der Kreisstadt Łobez (Labes), nahe dem Ostufer des 9,5 Kilometer langen Wothschwiensees und in der Mitte des Städte-Dreiecks Chociwel (Freienwalde) – Dobra (Daber) – Węgorzyno (Wangerin).
Die nächsten Nachbarorte sind im Norden Mielno (Mellen), im Osten Chwarstno (Horst) und im Süden Cieszyno (Teschendorf).

## Geschichte
Altenfließ war mindestens seit Ende des 13. Jahrhunderts ein Lehen der uradligen Familie Wedel. Zu Anfang des 14. Jahrhunderts gehörte Altenfließ, damals „Oldenvlete“ genannt, einem Zweig dieser Familie, der seinen Sitz in Mellen hatte und dem auch Silligsdorf gehörte.
Im Jahre 1713 wurde Altenfließ an einen Matthias von Pritz verkauft, wurde aber 1757 durch den Obersten Carl Friedrich von Wedel erworben und kam so an die Familie Wedel zurück. Ab 1854 kam es zu Diskussionen mit den Behörden, weil Altenfließ als Rittergut geführt wurde, ohne die hierfür nach einer Königlichen Verordnung von 1825 an sich erforderliche Mindestgröße von 1000 Morgen zu haben. Jedenfalls bis 1861 wurde diese Frage nicht gelöst.
Um 1860 umfasste das Lehn-Rittergut Altenfließ, also der Gutsbezirk, 952 Morgen Land, davon 661 Morgen Ackerland, und 63 Einwohner. Daneben bestand das Dorf Altenfließ, also die bäuerliche Landgemeinde, mit 556 Morgen Land, davon 351 Morgen Ackerland, und 77 Einwohnern. Die Kirche war eine Tochterkirche der Kirche in Mellen. Später wurde der Gutsbezirk Altenfließ in die Landgemeinde eingegliedert.
Bis 1945 bildete Altenfließ eine Landgemeinde im Kreis Regenwalde im Regierungsbezirk Stettin der preußischen Provinz Pommern des Deutschen Reichs. Die Ortschaft war dem Amtsbezirk Silligsdorf zugeordnet.
Zu der Gemeinde gehörten neben dem Dorf Altenfließ selbst keine weiteren Wohnplätze.
1945 wurde Altenfließ, wie ganz Hinterpommern (mit Ausnahme militärischer Sperrgebiete), seitens der sowjetischen Besatzungsmacht der Volksrepublik Polen zur Verwaltung überlassen. Es erhielt den polnischen Namen „Trzebawie“. Es setzte anschließend die Zuwanderung von Polen ein. In der Folgezeit wurde die einheimische Bevölkerung von der polnischen Administration aus dem Kreisgebiet vertrieben.

### Demographie
| Jahr | Einwohner | Anmerkungen                                                                                           |
| ---- | --------- | --- |
| 1782 | –         | 14 Feuerstellen (Haushaltungen)                                                                       |
| 1818 | 83        | adlige Besitzung                                                                                      |
| 1852 | 139       | [ 5 ]                                                                                                 |
| 1864 | 140       | am 1. Dezember                                                                                        |
| 1867 | 142       | am 3. Dezember, davon 79 im Dorf und 63 im Gutsbezirk                                                 |
| 1871 | 139       | am 1. Dezember, davon 67 im Dorf (sämtlich Evangelische) und 72 im Gutsbezirk (sämtlich Evangelische) |
| 1885 | 155       | [ 8 ]                                                                                                 |
| 1910 | 130       | davon 63 im Dorf und 67 Einwohner im Gutsbezirk                                                       |
| 1925 | 142       | darunter 129 Evangelische (13 Personen ohne Angaben zur Konfession)                                   |
| 1933 | 136       | [ 8 ]                                                                                                 |
| 1939 | 157       | [ 8 ]                                                                                                 |